# 민영휘
민영휘(閔泳徽, 1852년 양력 5월 15일 ~ 1935년 양력 12월 30일)는 조선 말기의 정치인으로, 초명은 영준(泳駿)이며, 자는 군팔(君八), 호는 하정(荷汀)이다. 1901년 민영준에서 민영휘로 개명했다. 본관은 여흥으로 민광훈의 8대손이며 명성황후의 15촌 조카이다.

## 생애

### 척족 세력의 중심 인물

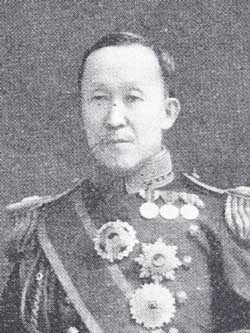
민영휘

1877년(고종 14년) 별시(別試)에서 병과(丙科)로 합격한 뒤 검열을 지내고 주서(主書)·겸설서·정언(正言)·부수찬을 거쳐서 동지경연사·지돈령부사 등으로 승진을 거듭하며 화려한 관력을 쌓게 되었다. 민영휘는 명성황후와의 촌수는 상대적으로 먼 편이었지만 여흥 민씨의 대표급으로서 백성들의 원성이 많이 집중되어, 임오군란 때는 가옥이 부서지기도 했다.
민씨 척족의 중심인물로서 청나라와 밀착한 수구파의 거두로서 1884년 갑신정변 때 청나라 군대를 이용하여 친일 개화 세력을 몰아냈으며, 위안스카이(원세개)와 결탁한 뒤 사대당 내각에 들어가 전권을 휘둘렀다. 1886년 참의 내무부사, 1887년 도승지를 역임하였고, 도승지로서 주차 일본 변리공사가 되어 일본에 다녀온 뒤 평안감사에 올랐다. 1889년 강화부 유수로 전직했다가 협판 내무부사에 오르고 이어 형조·예조·공조의 판서, 한성부 판윤 등을 역임하였고, 1891년 경리사·이조 판서를 거쳐 연무공원판리(鍊武公院瓣理), 이후 민씨 세력의 수령으로서 1893년에는 내무부 독판·통영사(統營使)·선혜아문 당상을 겸직하고 이듬해 친군경리사(親軍經理使)가 되었다.
1901년 5월 19일 궁내부 특진관으로 육군 부장(陸軍副將)에 임용되었다.

### 동학 농민운동과 갑오경장
1894년 동학농민운동 때 일본을 견제하기 위해 청나라 위안스카이에게 도움을 요청하였고, 음력 6월 의정부좌찬성(左贊成)에 올랐다. 갑오경장 와중에 민씨 척족과 함께 실각하여 탐관오리로 논죄되어 전라남도 신안군 임자도(荏子島)로 유배되었다가 나중에 평양으로 잠행하여 벽동(碧潼)의 청나라 포대에 잡혔다가 청나라로 도망갔다. 이듬해인 1895년 대사령(大赦令)으로 흥선대원군 측의 이준용과 교환되어 귀국하였다. 1897년 대한제국 수립을 후원하여 대한제국 중추원 의장, 시종원경, 헌병대 사령관, 1906년 7월 5일 육군 부장으로 표훈원 총재 등을 역임하였다다.

### 이후
이후로는 정치권에서는 밀려나 1906년 휘문고등학교의 전신인 휘문의숙을 설립하였다. 1907년 9월 19일 육군 부장직에서 퇴역하였다.
1910년 일본 정부로부터 자작 작위를 받았고 은사금을 받았으며, 그밖에 매국 공채 5만원을 사들였다. 민영휘는 경제에 밝아 쉽게 갑부가 되었다. 관직에 있을 때 축적한 재산을 이후에 잘 불려, 일제강점기 동안 조선 최고의 갑부 중 한 사람으로 꼽혔다. 조선귀족 출신으로는 거의 유일하게 대자본가로 변신에 성공한 경우로, ‘권력형 부정축재’로 분류된다.

## 사후
2002년 발표된 친일파 708인 명단, 2008년 민족문제연구소의 친일인명사전 수록예정자 명단, 2007년 대한민국 친일반민족행위진상규명위원회가 발표한 친일반민족행위 195인 명단에 등재되어 있다. 2007년 5월 대한민국 친일반민족행위자재산조사위원회는 민영휘의 재산을 국가로 환수하기로 결정 했고, 11월 22일 제3차 재산환수 대상자를 선정하면서 친일반민족행위자 재산의 국가귀속에 관한 특별법 시행 이후 제3자에게 처분한 민영휘의 재산까지 국가에 귀속시킨다는 결정을 내렸다. 민영휘의 후손들은 이 결정에 불복하여 소송을 제기했다.

## 가족 관계
- 8대조: 민광훈(閔光勳, 1595~1659) - 1616년 진사, 1628년 문과. 강원도관찰사.
- 8대조모: 연안이씨(延安李氏) - 연원부원군(延原府院君) 이광정(李光庭, 1552~1629)의 딸
  - 7대조: 민시중(閔蓍重, 1625~1677) - 1650년 생원, 1664년 문과, 사헌부대사헌(司憲府大司憲). 민정중(閔鼎重)과 민유중(閔維重)의 형.
  - 7대조모: 풍산홍씨(豊山洪氏) - 이천부사(利川府使) 홍탁(洪𩆸, 1597~?)의 딸
    - 6대조: 민진로(閔鎭魯, 1662~1684)
    - 6대조모: 함평이씨(咸平李氏, 1660~1717) - 치암(耻庵) 이지렴(李之濂, 1628~1691)의 딸
      - 5대조: 민흥수(閔興洙, 1685~1751) - 돈녕부판관(敦寧府判官)
      - 5대조모: 연안김씨(延安金氏) - 평산현감(平山縣監) 김지(金潪, 1643~?)의 딸
        - 고조: 민백인(閔百寅, 1722~?) - 1750년 생원. 배천군수(白川郡守), 사헌부첨정(司憲府僉正)
          - 증조부: 민정혁(閔楨爀) - 이조참판에 증직.
          - 생증조부: 민단현(閔端顯) - 이조판서에 증직. 흥선대원군(興宣大院君)의 처조부
            - 조부: 민치서(閔致敍, 1786~1844) - 안의현감(安義縣監). 의정부좌찬성에 증직
            - 조모: 죽산안씨(竹山安氏[舊]) - 1809년 생원 안후원(安厚遠, 1756~?)의 딸
            - 생조부: 민치우(閔致友, 1803~?) - 공조참의(工曹參議), 의정부좌찬성에 증직.
            - 생조모: 통덕랑 유한건(兪漢建)의 딸
            - 아버지: 민두호(閔斗鎬, 1829∼1902) - 내무독판, 춘천유수(春川留守). 영의정에 추증. 민쇠갈구리[閔鐵鉤]로 불림.
            - 어머니: 증 정경부인 청송심씨(贈 貞敬夫人 靑松沈氏) - 심우영(沈愚永)의 딸, 효종의 부마 청평도위 심익현(靑平都尉 沈益顯)의 5대손, 영의정 심지원(沈之源)의 6대손
              - 부인: 평산신씨(平山申氏, ?~1915) - ‘대방(大房)마마’로 불림.
                - 장녀: 민윤식(閔潤植) - 연안 이씨 이유익(李裕翼)과 결혼 후 이혼
                  - 외손자: 이홍재(李弘宰)
                    - 외증손자녀: 이전완·이진승·이문승·이정완·이규승·이사영

                - 양자(적자): 민형식(閔衡植) 1875~1947) - 1888년 진사, 1891년 문과. 학부협판. 일본 귀족(자작). 중추원 참의. 생부는 금산군수(金山郡守)를 지낸 민영집(閔泳集).
                  - 손자: 민병주(閔丙疇)

              - 측실: 김기현(金箕賢, ?~1926)
              - 측실: 중국인 나씨
                - 서녀: 민병옥(閔丙玉)
                - 서녀: 민병완(閔丙琓)

              - 측실: ‘평양(平壤)마마’로 불림
              - 측실: ‘연당(淵堂)마마‘로 불림
              - 다섯번째 측실: 안유풍(安遺豊) - 순흥안씨. 풍문여자고등학교 설립자. ‘해주(海州)마마‘로 불림.
                - 차남(서자): 민대식(閔大植, 1882~?) - 동일은행(東一銀行) 두취. 한일은행 두취(은행장)
                  - 손자: 민병수(閔丙壽)
                    - 증손자: 민덕기(閔德基, 1915~1980) - 풍문학원 이사장.
                      - 고손자: 민경목(閔庚穆)

                    - 증손자: 민헌기(閔獻基, 1928~2021) - 서울대 의대 졸업. 서울대학교 의과대학 내과학교실 주임교수, 대한내과학회 회장, 서울대학교 명예교수, 대한민국 의학한림원 원로회원
                    - 증손자부: 이운경(1931~) - 이운경내과의원 원장, 이병도(李丙燾, 1896~1989)의 둘째딸

                - 삼남(서자): 민천식(閔天植, ?~1915)
                  - 손자(양자): 민병도(閔丙燾, 1916~2006) - 조선구락부(朝鮮俱樂部)를 창설. 제일은행, 한국은행 총재. 한양C.C. 사장. 남이섬 설립자. 생부는 민대식으로 둘째아들
                    - 증손자: 민웅기(閔雄基) - 남이섬 회장
                      - 고손자: 민경현(閔庚玄) - 풍문여자고등학교 이사장

                    - 증손녀: 민지

                - 사남(서자): 민규식(閔圭植, 1888~납북) - 영국 케임브리지대학 경제학과 졸업. 동일은행 대표. 조선총독부 중추원 참의.
                  -                     - 증손자: 민인기(閔寅基) - 휘문고등학교 이사장

              - 본생가 숙부: 민장호(閔璋鎬) - 이조참판에 증직
                - 본생가 사촌형: 민영주(閔泳柱, 1846~1920) - 1880년 진사, 1887년 문과. 형조참판.
                  - 본생가 조카: 민경식(閔景植, 1871~?) - 1891년 진사, 동년 문과. 궁내부협판.

## 같이 보기
| - 휘문고등학교 - 풍문여자고등학교 - 민영환 - 민영익 - 국정원 - 명성황후 - 순명효황후 - 대한천일은행 | - 동학 농민 운동 - 임오군란 - 을미사변 - 갑오개혁 - 을미개혁 - 춘천민성기가옥 |

## 참고자료
- 친일반민족행위진상규명위원회 (2007년 12월). 〈민영휘〉 (PDF). 《2007년도 조사보고서 II - 친일반민족행위결정이유서》. 서울. 164~182쪽쪽. 발간등록번호 11-1560010-0000002-10. [깨진 링크(과거 내용 찾기)]
- 반민족문제연구소 (1993년 2월 1일). 〈민영휘: 가렴주구로 이룬 조선 최고의 재산가 (서영희)〉. 《친일파 99인 1》. 서울: 돌베개. ISBN 9788971990117.
- 《글로벌 세계대백과사전》,  〈개화파의 개혁운동〉

## 참고 문헌
- 고종실록
- 순종실록
- 순종실록 부록
- 고종시대사
- 일성록
- 승정원일기